# Bawai Soro
Bawai Soro, nato Ashur Soro (Kirkuk, 3 marzo 1954), è un vescovo cattolico iracheno, in origine appartenente alla Chiesa assira d'Oriente e poi passato alla Chiesa cattolica caldea, dall'11 settembre 2021 eparca emerito di Mar Addai di Toronto dei Caldei.

## Biografia
Nasce a Kirkuk in Iraq il 3 marzo 1954, battezzato con il nome di Ashur Soro nella Chiesa assira d'Oriente. Si trasferisce con la famiglia nel 1976 negli Stati Uniti d'America.

### Ministero nella Chiesa assira d'Oriente
È ordinato diacono della Chiesa assira d'Oriente il 7 gennaio 1973.
È ordinato presbitero il 21 febbraio 1982.
È ordinato vescovo della diocesi assira della California Occidentale il 21 ottobre 1984 col nome di Bawai Soro.
Dal 1995 al 1999 è vescovo della diocesi assira di Seattle. Nel 1999 è chiamato nuovamente a reggere la diocesi assira della California Occidentale.

### Conversione al cattolicesimo e ministero nella Chiesa cattolica caldea
Come incaricato della Chiesa assira per l'ecumenismo partecipa al dialogo teologico tra questa e la Chiesa cattolica. Gradualmente matura la convinzione che tra le teologie delle due Chiese non sussistano fondamentali differenze, neppure riguardo alla dottrina del primato del vescovo di Roma. Quando il dialogo nel 2004 si interrompe decide di chiedere la piena comunione con il papa, richiesta che viene rivolta nel 2005 a Benedetto XVI. Nel novembre dello stesso anno viene espulso dalla Chiesa assira, che inizia anche un procedimento legale nei suoi confronti su alcune proprietà.
Trova il supporto della Chiesa cattolica caldea, che si fa promotrice della richiesta e fa incontrare l'ex vescovo assiro con il papa. In attesa della risposta ufficiale della Santa Sede viene accolto nell'eparchia cattolica di San Pietro Apostolo di San Diego dei Caldei e, nel frattempo, rinuncia ad ogni pretesa sui beni della Chiesa assira, chiudendo la controversia legale.
Il 10 gennaio 2014 gli viene ufficialmente concessa la piena comunione con la Chiesa cattolica da parte di papa Francesco, che contestualmente gli assegna la sede titolare vescovile di Foraziana. Assieme a lui passano nella Chiesa cattolica anche il suo clero e circa un migliaio di fedeli.
Il 31 ottobre 2017 viene nominato da papa Francesco eparca di Mar Addai di Toronto in Canada.
Il sinodo della Chiesa caldea riunitosi a Baghdad dal 9 al 14 agosto 2021 ha accettato la sua rinuncia al governo pastorale dell'eparchia per motivi di salute e lo ha nominato capo del comitato per i laici e di quello per la famiglia.
L'11 settembre 2021 papa Francesco accoglie la sua rinuncia al governo pastorale dell'eparchia.

## Genealogia episcopale
La genealogia episcopale è:
- Patriarca Shimun XVIII Rowil
- Patriarca Shimun XIX Benyamin
- Metropolita Yōsip Khnanisho
- Patriarca Shimun XXI Eshai
- Patriarca Dinkha IV
- Vescovo Bawai Soro